# Yu Suzuki
Yu Suzuki (鈴木裕 Suzuki Yū, född 10 juni 1958), är Segas ledande spelproducent.
Suzuki anställdes av Sega 1983 som programmerare och producent.

## Ludografi
- Hang-On
- Space Harrier
- Out Run
- After Burner
- Power Drift
- G-Loc
- R-360
- Virtua Racing
- Virtua Fighter
- Virtua Fighter 2
- Virtua Fighter 3
- Virtua Fighter 3: Team Battle
- F355 Challenge
- Shenmue
- Virtua Fighter 4
- Shenmue II
- Shenmue III